# Имуноесеј
Имуноесеј, имуноанализа или имунодијагностика је скуп лабораторијских аналитичких имунохемијских техника које имају заједничку примену за анализу имуних комплекса, насталих коњугацијом антитела и антигена, као референци за квантификацију специфичног аналита (супстанце која се анализира), који може бити антитело (Ат) или антиген (Аг). Користи се за мерење и посматрање молекула као маркера који су део реакције са имунолошким комплексом у хемијском или имунолошком тесту.
Ови биохемијски тестови мере присуство или концентрацију макромолекула или малих молекула у раствору коришћењем антитела (обично) или антигена (понекад). Молекул откривен имунотестом се често назива "аналит" и у многим случајевима је протеин, иако може бити и друге врсте молекула, различитих величина и типова, све док се не развију одговарајућа антитела која имају одговарајућа својства за тестирање. Анализе у биолошким течностима, као што су серум или урин, често се изводе уз мерења у имунотестовима у медицинске и истраживачке сврхе.

## Историја
Истраживање антигености малих молекула које је спровео Карл Ландштајнер током 1917. године дало је оквир за развој имунолошких тестова за детекцију једињења мале молекулске тежине. Карл Ландштајнер је открио да су новоуведене групе промениле специфичност оригиналног протеина носача, који сами по себи нису биле имуногене. Његов главни налаз се односио на изузетну специфичност антисерума, што су показале његове класичне студије са Л- , Д- и мезо-винском киселином и м -аминобензоатом.
Прве компетитивне тестове везивања користећи радиоактивно обележене лиганде развили су Берсон и Јалоу 1959. године. Од тада, имунотестови се примењују на широком спектру научних дисциплина, укључујући ендокринологију, биомедицинску и клиничку хемију, што је олакшало рад поједностављивањем формата тестова, доступношћу електронских инструмената и развој моноклоналне технологије од стране Кохлера и Милстеина 1975. године. 
Примена имуноанализа у аналитичкој хемији, посебно у анализи загађивача хране, почела је тек у последње три деценије када је метода све више препозната као моћно аналитичко средство. Еако је у периоду од 1995–2017. године, развијен  широк спектар имуноанализа које обезбеђују квантитативно, семиквантитативно или квалитативно откривање аналита. Прецизно откривање аналита у раној фази је суштински захтев за сва биоаналитичка подешавања за ефикасно праћење и управљање квалитетом биофармацеутских лекова, хране и животне средине. Још је важније ефикасно дијагностиковати, пратити и управљати здрављем пацијената. 

## Основне информације
Имунолошки тестови су тестови који откривају присуство специфичног молекула у узорку коришћењем реакција везивања антитело-антиген. Антитела се везују за специфичну структуру одређеног антигена, чинећи имунотестове високо специфичним: антитело ће се везати само за специфичну структуру одређеног антигена. Ово чини антитела ефикасним реагенсима за откривање циљних молекула. Као резултат тога, имунотестови су основно средство за болнице, истраживања у области наука о животу и индустријским лабораторијама. Имунолошки тестови долазе у низу формата и могу се користити за процену болести, праћење протеина и откривање контаминације животне средине.
Имунолошки тестови долазе у много различитих формата и варијација. Могу се изводити у више корака уз додавање реагенаса и испирање или одвајање на различитим тачкама теста. Вишестепени тестови се често називају сепарационим имуноесејима или хетерогени имуноесеји. Неки имунолошки тестови се могу извести једноставним мешањем реагенса и узорка и физичким мерењем. Такви тестови се називају хомогени или, ређе, недиференцирани имунолошки тестови.
Технике се заснивају на високој специфичности и афинитету антитела за њихове специфичне антигене, а користе се моноклонска антитела (добијена у лабораторији) или поликлонални серуми (добијени од животиња). При томе требало би имати у виду да су моноклонска антитела специфичнија. Висока осетљивост и специфичност методе омогућава квантификацију једињења присутних у органским течностима у смањеној концентрацији, реда нанограма/мл или пикограма/мл.
Развој имуноесеја имао је велики утицај у области медицинске дијагностике коришћењем лабораторијских тестова или клиничке хемије.
Једна од кључних предности имуноесеја је брзина анализе. У инструменталним методама, може бити потребно опсежно чишћење узорка да би се уклониле сметње и то често може бити корак који одређује стопу у анализи остатака. Мукотрпна припрема узорка потребна за инструменталну анализу ограничава његову примену у околностима када је потребан велики број анализа, иако стварно време за сваку појединачну анализу на инструменту може бити упоредиво за кратко време. Имунолошки тестови имају капацитет за високу пропусност и бројни узорци се могу анализирати истовремено, што значајно смањујући просечно аналитичко време. Као пример, у доњој табели дато је поређење инструменталних метода и имунотестова на афлатоксине.
Поређење различитих техника за анализу загађивача хране
| Микотоксин                     | Миниколона | ТЛЦ     | ХПЛЦ   | ИАЦ            | ЕЛИЗА   |
| ------------------------------ | ---------- | ------- | ------ | -------------- | ------- |
| Граница детекције (нг/г)       | 5          | 5       | &лт; 1 | метода зависна | 1-5     |
| Чишћење по узорку (мин)        | 60-120     | 60-120  | 60-120 | 10-30          | 10-30   |
| Детекција по узорку (мин)      | 30         | 120-360 | 120    | 15-30          | 10      |
| Квантификација по узорку (мин) | 1-5        | 10      | 30     | 5-30           | 1-5     |
| Укупно време (мин)             | 151 - 155  | 490     | 270    | 45 – 90        | 15 - 50 |

## Врсте имуноесеја
Принцип имунолошког теста заснива се на надметању између фиксне количине обележеног аналита и променљиве количине необележеног узорка аналита за везивање ограниченог броја везивних места антитела које је специфично подигнуто против аналита. Ове методе се могу користити за детекцију циљног молекула:  квантитативно, семиквантитативно или квалитативно.
Постоје најмање четири главна типа имуноесеја, са подтиповима сваког главног формата, а нове технике се стално развијају. Обично се имунотестови деле на:
Тестове који користе етикете
Тестове који не користе етикете – и називају се имуноесеји „без ознака“. Ова технологија је омогућила развој минијатурних уређаја за имунотестирање без етикета (ЛФИА). Ови уређаји су функционализовани антителима за хватање и имају резонантно стање светлости. Ова таласна дужина резонанце ће бити померена реакцијом између антитела за хватање и циљног антигена због промене индекса преламања. Мерење померања таласне дужине резонанце даје очитавање догађаја везивања. Тестови без обележавања стога омогућавају детекцију везивања антиген-антитело без употребе додатне ознаке, што резултује повећаном осетљивошћу теста и скраћеним радним временом.
Обележени имуноесеји се састоје од аналита (циљног антигена који се мери), антитела и ознаке која омогућава детекцију молекула. Пет  најчешће коришћених типова имунотестова су:
- Радиоимунотест (РИА)
- Ензимски имуноесеј (ЕИА) или ензимски имуносорбентни тест (ЕЛИСА)
- Флуороимуноесеј (ФПИА)
- Хемилуминисцентни имунотест (ЦЛИА)
- Имунолошки тест бројање честица (ЦИА)

### Радиоимунотест(РИА)
Радиоимунотестови користе радиоизотоп као ознаку за квантификацију хормона, лекова и вирусних антигена . Позната концентрација радиоактивно обележеног антигена се инкубира са фиксном концентрацијом антитела специфичног за тај антиген. Овај радиоактивно обележени комплекс антиген-антитело се затим меша са биолошким узорком који садржи непознату концентрацију истог антигена.
У принципу, ако је концентрација антигена узорка виша од радиоактивно обележеног антигена, антиген узорка ће везати ограничен број места везивања антитела заменом радиоактивно обележеног антигена. Затим се мери радиоактивност ових слободних (невезаних за антитело) радиоактивно обележених антигена; што је директно пропорционално концентрацији необележеног антигена присутног у биолошком узорку.
Међутим, кратко време полураспада радиоизотопа, као и опасности по здравље повезане са њиховом употребом, значајно ограничавају примену ове методе у многим лабораторијама.

### Ензимски имуносорбентни тест (ЕЛИСА)
У ЕЛИСА тесту, ензим је везан за антитело које је специфично подигнуто против антигена од интереса. Биолошким узорцима који садрже циљни антиген се дозвољава да се вежу за ензимом обележено антитело и реакција се визуелизује коришћењем супстрата специфичног за ензим који се додаје у реакциону смешу. Супстрат специфичан за ензим се везује за ензим везан за антитело, стварајући обојени производ који се може детектовати коришћењем хромогених или хемилуминисцентних техника снимања.
ЕЛИСА има високу специфичност и осетљивост, тако да се често користи за високопропусни скрининг антитела или лекова.

### Флуороимуноесеји (ФПИА)
Флуоресцентни поларизациони имуноесеј (ФПИА) је класа ин витро биохемијског теста који се користи за брзо откривање антитела или антигена у узорку. ФПИА је компетитивни хомогени тест, који се састоји од једноставне методе припреме и очитавања, без захтева за кораке раздвајања или прања.
У ФПИА тесту флуоресцентне сонде се користе за обележавање антитела. Биолошки узорци који садрже антиген од интереса се инкубирају са флуоресцентно обележеним антителом. Интензитет флуоресценције добијеног комплекса антиген-антитело се мери да би се квантификовао циљни антиген.

### Хемилуминисценцијски имуноесеји (ЦЛИА)
Хемилуминисцентни имуноесеј (ЦЛИА) је техника имуноесеја где је ознака, односно прави „индикатор“ аналитичке реакције, луминисцентни молекул. Уопштено говорећи, луминисценција је емисија видљивог или скоро видљивог ( λ  = 300–800 нм) зрачења које се генерише када електрон пређе из побуђеног стања у основно стање. Резултујућа потенцијална енергија у атому се ослобађа у облику светлости. У спектрофотометрији, луминисценција има предност у односу на апсорпцију у томе што је прва апсолутна мера, док је друга релативна.
Хемилуминисцентни тест је хетерогена метода која се више користи. Хемилуминисцентне методе могу бити директне — коришћењем маркера луминофора — или индиректне — коришћењем маркера ензима. Било који метод може бити конкурентан или неконкурентан.
У директним хемилуминисцентним методама, луминофорни маркери који се користе су акридинијум и рутенијум естри, док су ензимски маркери који се користе у индиректним методама алкална фосфатаза са супстратом адамантил 1, 2-диоксетан арил фосфата (АМППД) и рен пероксидаза или његов дериват луминола.
Синтетички молекули као што су АМППД и деривати базних молекула изолуминола су стабилнији у поређењу са другим луминисцентним маркерима и резултирају емисијом светлости са карактеристично повишеним квантним приносом. Активација ових супстрата захтева хемијске или ензимске реакције повезане са имунолошком реакцијом. На пример, употреба луминола и деривата изолуминола као хемилуминисцентних ознака зависи од спајања имунотеста са ензимским реакцијама катализованим пероксидазом. Додавање појачивача (нпр. фероцијанида, металних јона) додатно појачава електронску активацију, што на крају доводи до изузетно повишене аналитичке осетљивости (мол -16 по литру), која је свакако боља од оних које се могу постићи другим методама имунотестирања као што је РИА, имуноензимска (ЕЛИСА) и флуороимуноензимске (ФЕИА) методе итд.
Главна предност ове методе је у томе што се очитавање може повећати коришћењем појачивача, који омогућавају да се реакција настави дуже време без смањења интензитета сигнала. Због своје високе осетљивости и специфичности, ЦЛИА се користи у низу различитих области, укључујући:
- праћење животне средине,
- дијагнозу болести,
- науке о животу,
- безбедност хране.

Новије технике, као што је ЦЛИА заснована на магнетним перлама, такође су прошириле свој потенцијал. На пример, тестови хемилуминисценције који се активирају магнетом су развијени да би се открило присуство Зика вируса у узорцима пацијената.

### Имунолошки тест бројање честица (ЦИА)
Имунолошки тест бројања (ЦИА) је примена технологије бројања честица на серолошке тестове. Честице латекса се аглутинирају антителима или антигенима од интереса и квантификују се расејаном ласерском светлошћу док пролазе кроз контролисан ток омотача, који се такође користи у проточној цитометрији. Слична метода је имунотест са бројањем честица, у коме се неаглутиниране честице броје уз помоћ инструментације. Пријављене примене ових метода, од којих већина користи узорке серума, укључују детекцију антигена или антитела вируса хепатитиса Б (ХБВ), антитела против леукемије Т-ћелија, антитоксоплазма антитела, котинина у урину, хормоне и протеине акутне фазе у серуму.
Предности ЦИА у поређењу са традиционалним ензимским методама укључују време реакције од само 15 минута, високу пропусност и мале запремине узорка.

## Како одабрати имунотест?
Велики број типова и подтипова имунотестова може учинити избор правог имуноесеја за истраживача изазовним. Ево неколико ствари које треба узети у обзир приликом доношења одлуке:
Која је осетљивост потребна?
Ово је одређено концентрацијом антигена са којима ће се радити: ниске концентрације захтевају већу осетљивост да би се осигурала детекција. Такође требало би узети у обзир захтеве за проток и цену.
Које парове антитело-антиген треба тестирати?
У том смислу пре примене имунотеста требало би проверите њихову доступност комерцијално, или алтернативно да би се произвео реагенс у лабораторији.
Која се површина или окружење жели користити?
На пример, бира се онај тест који може везати антитела или антигене за чврсту плочу или магнетну куглицу, у зависности од тога који циљ треба да се посматра.